# 肯辛顿宫
肯辛顿宫（英語：Kensington Palace）是伦敦的一座王室宫殿，位于肯辛顿和切尔西区的肯辛顿花园。自17世纪起成为英国王室居住地。目前是威爾斯親王和王妃、格洛斯特公爵和公爵夫人、肯特公爵和公爵夫人、肯特的迈克尔王子和夫人的正式官邸。
肯辛顿宫也曾是戴安娜王妃（至1997年）、瑪格麗特公主（至2002年）和愛麗絲王妃（至2004年）生前的正式官邸。
截至2011年，肯辛顿宫的谒见室对公众开放，由独立非营利慈善组织历史王宫管理。办公和私人住所区域仍由王室财产机构负责管理。
2021年7月1日，戴安娜王妃雕像在肯辛顿宫花园揭幕。

## 交通
最近的地铁站是女王道站、贝斯沃特站、肯辛顿高街站，以及稍远的格洛斯特路站。